# 고현석
고현석(高玄錫, 1943년 2월 17일 ~ )은 대한민국의 군인 출신 정치인이다. 곡성군수를 역임했다.

## 학력
- 고서초등학교(1955년)
- 광주서중학교(1958년)
- 광주제일고등학교(1961년)
- 서울대학교 법학과 학사(1965년)
- 육군보병학교 졸업(1965년)
- 육군정훈학교 졸업(1965년)
- 육군공병학교 졸업(1966년)
- 육군포병학교 졸업(1966년)
- 서울대학교 대학원 경영학 석사(1973년)
- 중앙대학교 대학원 지역사회개발학과 사회과학 석사(1986년)
- 중앙대학교 대학원 경제학 석사(1989년)
- 중앙대학교 대학원 경제학 박사(1993년)

### 청년 시절
- 1965년 대한민국 육군 소위 임관(1965년 3월)
- 1967년 대한민국 육군 중위 진급(1967년 3월)
- 1968년 베트남 전쟁 참전(1968년 3월 참전)
- 1969년 베트남 전쟁 참전을 마치고 대한민국에 귀국(1969년 1월 베트남 참전을 마치고 귀국)
- 1969년 대한민국 육군 중위 예편(1969년 9월)

### 주요 경력
- 1993년 농협중앙회 부이사장(1995년 퇴임)
- 1995년 조선대학교 경제학과 초빙교수(1996년 퇴임)
- 1996년 사단법인 한국협동조합연구소 소장(1998년 퇴임)
- 1998년 새정치국민회의 특임행정위원 겸직(1998년 3월)
- 1998년 새정치국민회의 특임행정위원 직위 퇴임(1998년 6월)
- 1998년 전라남도 곡성군수(2006년 퇴임)
- 2000년 새천년민주당 특임행정위원 겸직(2000년 6월)
- 2000년 새천년민주당 특임행정위원 직위 퇴임(2000년 7월)
- 2002년 새천년민주당 상임위원(2002년 3월)
- 2002년 새천년민주당 상임위원 직위 퇴임(2002년 7월)
- 2005년 민주당 상임위원 겸직(2005년 11월)
- 2005년 민주당 상임위원 직위 퇴임(2005년 12월)
- 2006년 고현석 지역사회발전연구소 소장
- 2006년 경남대학교 행정대학원 겸임교수(2007년 퇴임)
- 2007년 열린우리당 경제특임고문 겸직(2007년 3월)
- 2007년 열린우리당 경제특임고문 직위 퇴임(2007년 6월)
- 2007년 민주당 경제특임고문 겸직(2007년 7월)
- 2007년 민주당 경제특임고문 직위 퇴임(2007년 8월)
- 2007년 대통합민주신당 경제특임고문 겸직(2007년 8월)
- 2007년 대통합민주신당 경제특임고문 직위 퇴임(2008년 1월)
- 2007년 사단법인 서남해안포럼 운영위원장(2008년 퇴임)
- 2008년 고려대학교 행정대학원 외부강사(2008년 2월)
- 2008년 고려대학교 행정대학원 외부강사 직위 퇴임(2008년 8월)
- 2008년 민주당 경제특임고문(2008년 9월)
- 2008년 민주당 경제특임고문 직위 퇴임(2008년 11월)
- 2008년 전국태평지구전원마을 조성사업추진위원회 위원장(2008년 12월)
- 2010년 전국태평지구전원마을 조성사업추진위원회 위원장 직위 퇴임(2010년 3월)
- 2010년 전국장수벨트 실버서비스산업도시 개발협회 회장(2010년 3월)
- 2011년 민주통합당 전임위원 겸직(2011년 12월)
- 2012년 민주통합당 전임위원 직위 퇴임(2012년 3월)
- 2013년 민주당 경제특임고문(2013년 5월)
- 2013년 민주당 경제특임고문 직위 퇴임(2013년 6월)
- 2013년 전국장수벨트 실버서비스산업도시 개발협회 회장 직위 퇴임(2013년 12월)
- 2016년 더불어민주당 경제특임고문(2016년 7월)
- 2016년 더불어민주당 경제특임고문 직위 퇴임(2016년 8월)

## 역대 선거 결과
|  | 56.48% |

|  | 52.10% |

|  | 37.71% |